# Танковский, Вячеслав Сергеевич
Вячесла́в Серге́евич Танко́вский (укр. Вячеслав Сергійович Танковський; род. 16 августа 1995, Новомосковск, Днепропетровская область) — украинский футболист, полузащитник клуба ЛНЗ.

## Игровая карьера
В футбол начинал играть в ДЮСШ родного города Новомосковска. На одном из детских турниров Танковский приглянулся скаутам донецкого «Шахтёра», после чего юный футболист был приглашён в академию «горняков». Одним из его недостатков в то время был маленький рост. Попав в «Шахтёр», футболист расти не начал. На каком-то этапе обучения тренеры уже не верили, что он вытянется, но это произошло. С сезона 2012/13 годов Танковский был зачислен в молодёжную команду «горняков», по возрасту имея возможность играть и в юниорской. Поначалу он действовал на позиции вингера, но со временем Валерий Кривенцов перевёл его на место центрального полузащитника. В сезоне 2013/14 годов Танковский сыграл за «Шахтёр» 6 матчей в Юношеской лиге УЕФА. Сезон 2014/15 годов провёл полностью в молодёжной команде. По мнению портала Football.ua, Танковский являлся одним из лучших футболистов выпуска академии «Шахтёра» из ребят 1995 г.р. Несколько сезонов он был лидером полузащиты «молодёжки» «горняков», стоя одним из первых в очереди «аренда в клуб Премьер-лиги».
Летом 2015 года Танковский на правах аренды перешёл в луганскую «Зарю». 2 августа того же года в выездном поединке против «Стали» из Днепродзержинска дебютировал на уровне Премьер-лиги. Футболист провёл на поле весь второй тайм.
В 2017 году на правах аренды перешёл в «Мариуполь».
В январе 2018 года вернулся в «Шахтёр».
19 августа 2021 года игрок официально был представлен, как игрок харьковского «Металлиста».

## Международная карьера
В юношеской сборной Украины Александра Петракова, составленной из игроков 1995 года рождения Танковский постепенно стал одним из ключевых игроков. На Мемориале Виктора Банникова в 2012 году невысокий полузащитник довольствовался лишь выходами на замену. Но уже в квалификации и Элит-раунде Евро-2012 (U-17) он — игрок «основы». В квалификации и Элит-раунде Евро-2014 (U-19) Танковский со своим одноклубником Коваленко образовали эффективную связку в центре поля. В финальной части Евро-2014 (U-19) в Венгрии гол Танковского в самой концовке встречи с болгарами принёс украинцам единственную победу на турнире. В финальной части чемпионата мира 2015 (U-20) Танковский сыграл лишь несколько минут в первом матче турнира против хозяев Новой Зеландии.

## Стиль игры
Обозреватель портала Football.ua Максим Сухенко в мае 2015 года так охарактеризовал футболиста: «Весьма интересный и необычный полузащитник. Со своим ростом 1,68 невысокий, но очень боевой хавбек успевает практически на всех участках поля. Сыграть на подборе — Танковский, придержать мяч — Танковский, отдать пас — Танковский. И вообще: не знаешь, что делать с мячом — отдай его Вячеславу.»

## Достижения
«Шахтёр» (Донецк)
- Чемпион Украины (2): 2016/17, 2017/18
- Обладатель Кубка Украины (2): 2016/17, 2017/18
- Обладатель Суперкубка Украины: 2017

«Днепр-1»
- Серебряный призёр чемпионата Украины: 2022/23